# Paul de Tarse
Pour les articles homonymes, voir Saint Paul.
Paul de Tarse, ou saint Paul (en grec ancien : Παῦλος / Paûlos) pour les catholiques et les orthodoxes, né Saul (en hébreu : שָׁאוּל / Shaul) au début du Ier siècle, probablement  à Tarse en Cilicie, et mort entre 64 et 68 à Rome, est une personnalité du christianisme primitif. Juif et citoyen romain de naissance, il persécute les disciples de Jésus de Nazareth avant de devenir l’apôtre de ce dernier, bien qu'il n'appartienne pas au cercle des Douze. Il n'a jamais  assisté à une prédication de Jésus, ni ne l'a personnellement rencontré.
Paul devient dès lors le principal artisan de la diffusion du christianisme dans plusieurs villes de Méditerranée orientale, notamment en Asie mineure et en Grèce, puis à Rome. La Tradition chrétienne le surnomme l'« Apôtre des Gentils » c'est-à-dire des non-juifs, ou encore l'« Apôtre des nations ».
Au cours de sa mission itinérante, qui s'étend des années 40 aux années 60, il adresse des lettres à ces premières communautés. Ces lettres, dites « épîtres pauliniennes », écrites avant les Évangiles, sont les documents les plus anciens du christianisme. Elles représentent l'un des fondements de la théologie chrétienne, en particulier dans le domaine de la christologie, mais aussi, d'un point de vue historique, une source majeure sur les origines du christianisme.

## Origines

### Sources

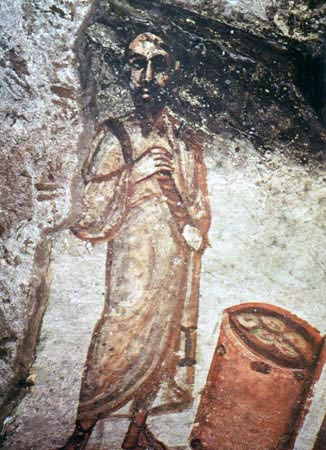
Portrait antique de Paul revêtu du pallium des philosophes, IVe siècle.

La biographie de Paul repose uniquement sur deux sources : ses treize lettres (dont sept sont jugées authentiques par la quasi-totalité des spécialistes), et les Actes des Apôtres, dont la deuxième partie est pour l'essentiel un récit de l'activité missionnaire de Paul jusqu'à son arrivée à Rome.
Certaines données des Actes ne coïncident pas avec les informations puisées dans les lettres. Les historiens considèrent alors celles-ci comme la source la plus fiable, car Luc, auteur des Actes, « était d'abord un théologien du Fils de Dieu et de son Église, et [...] ses relations avec les "faits historiques" n'étaient pas aussi naïves qu'on le croyait ».

### Origines et formation religieuse
La date de naissance de Paul est inconnue, mais il est probablement venu au monde juste avant ou juste après le début du Ier siècle.
Selon ses propres écrits, Paul est issu d'une famille juive et peut rattacher son ascendance généalogique à la tribu de Benjamin, comme on peut lire dans les passages suivants : « moi, circoncis le huitième jour, de la race d'Israël, de la tribu de Benjamin, Hébreu né d'Hébreux […] », « Je dis donc : Dieu a-t-il rejeté son peuple ? Loin de là ! Car moi aussi je suis israélite, de la postérité d'Abraham, de la tribu de Benjamin » et « Sont-ils Hébreux ? Moi aussi. Sont-ils Israélites ? Moi aussi. Sont-ils de la postérité d'Abraham ? Moi aussi ». De plus, selon Luc, il provient de Tarse en Cilicie, une région située dans la partie méridionale de l'actuelle Turquie, comme on peut le lire dans les passages suivants : « Je suis juif, reprit Paul, de Tarse en Cilicie, citoyen d'une ville qui n'est pas sans importance. [...] » et « Je suis juif, né à Tarse en Cilicie [...] ». Selon Jérôme de Stridon, il serait plutôt né à Giscala en Galilée et sa famille aurait été déportée à Tarse alors qu'il était encore un enfant,.
Il porte d'abord un nom hébraïque, Saül (en hébreu : שאול Šā’ûl prononcé : [ʃɑ.uːl]), lequel nom signifie « demandé [à Dieu], désiré ». Plus tard, il adopte le cognomen romain Paulus, qui signifie littéralement « petit », « faible », « peu considérable ». Aussi est-il connu, dans le christianisme, sous son nom latin Paul.
Dans sa jeunesse à Jérusalem, Paul aurait été instruit par Gamaliel pour y apprendre la Loi. Selon Luc, il le mentionnerait lui-même en disant : « Je suis juif, né à Tarse en Cilicie ; mais j'ai été élevé dans cette ville-ci, et instruit aux pieds de Gamaliel dans la connaissance exacte de la loi de nos pères, étant plein de zèle pour Dieu, comme vous l'êtes tous aujourd'hui ».
Paul connaît l'araméen et l'hébreu. Sa langue maternelle est le grec de la koinè, et c'est dans la traduction des Septante qu'il lit la Bible. Les études récentes attestent une maîtrise de la diatribe grecque, ce qui suppose une éducation sérieuse à Tarse. Il est d'une famille apparemment aisée, puisque celle-ci possède le droit de cité romain, ce qui ne l'empêche pas — selon une pratique assez courante à l'époque dans les familles juives, et en particulier parmi les rabbins — d'apprendre un métier manuel : les Actes indiquent qu'il fabrique des tentes, c'est-à-dire qu'il est probablement tisserand ou sellier.

### Citoyenneté romaine
Plusieurs aspects de la vie de Paul demeurent mal expliqués : sa double appartenance juive et romaine, sa conversion radicale, ses contacts avec les autorités romaines. Quant à sa citoyenneté romaine réelle ou supposée, elle embarrasse de nombreux historiens. Toutefois les recherches modernes montrent que bien des citoyens de son époque disposaient d'une tribu (inscription électorale), nécessairement romaine, et d'une origo, une cité d'origine (père, grand-père, etc.) pérégrine ou même étrangère de droit à l'empire.

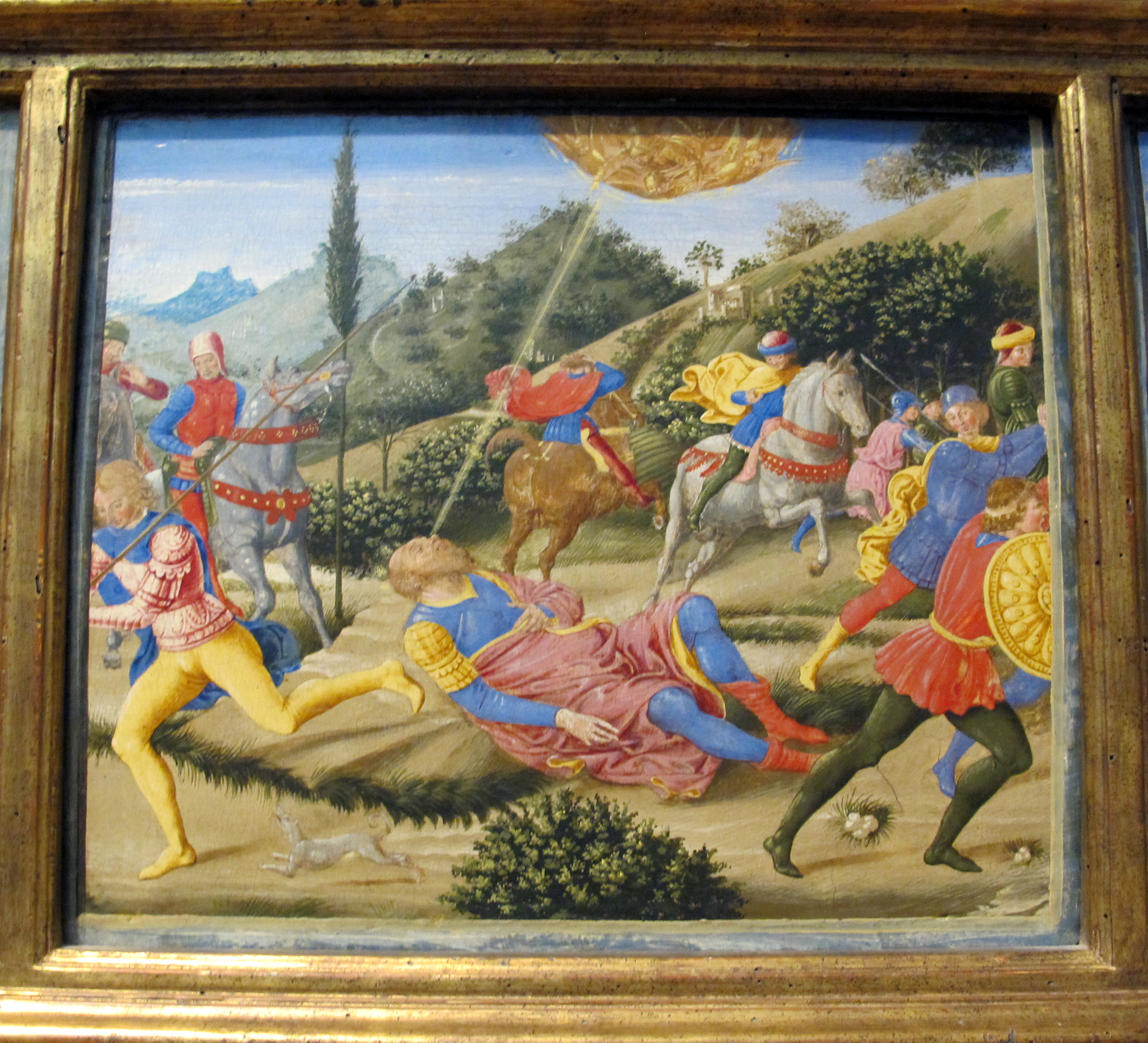
La Conversion de saint Paul de Benozzo Gozzoli, tempera sur bois du XVe siècle, the Met, New York.

Paul indique que la citoyenneté romaine lui vient de son père. Celui-ci, ou un de ses ancêtres, aurait-il bénéficié de cette citoyenneté sur décision impériale ? C'est peu probable si l'on se fie à une inscription datant de l'époque d'Auguste trouvée à Pergame, en Asie mineure, où l'on ne compte aucun citoyen romain parmi les notables, tandis que des octrois de citoyenneté romaine à des magistrats de haut rang sont attestés aux époques plus tardives de Trajan et d'Hadrien. La présence de Juifs citoyens romains à Éphèse en 48 av. J.-C. ainsi qu'à Sardes et Délos est cependant mentionnée par Flavius Josèphe.
L'information donnée par Jérôme de Stridon (qui la tiendrait d'Origène), selon laquelle la famille de Paul était originaire de Galilée, déplacée à Tarse à la suite d'exactions commises par les armées romaines dans la province de Judée (en 4 avant l'ère chrétienne, ou 6 après l'e.c.), « cette version des faits permet d'accorder une certaine confiance à quelques données jusque-là difficiles à expliquer », écrit Michel Trimaille. La revendication de Paul d'être « hébreu, fils d'Hébreux » (Philippiens, 3, 5 ; 2e lettre aux Corinthiens, 11, 22), suppose, avec la Judée, des relations plus étroites que celles d'un quelconque Juif de la Diaspora. « Si la famille de Paul a été déportée depuis une génération seulement, il n'est pas étonnant que dans sa famille, on n'ait pas oublié l'appartenance à la tribu de Benjamin (Philippiens 3, 5), alors que la plupart des Juifs des anciennes diasporas avaient perdu la mémoire de leurs racines tribales. Ses anciennes études à Jérusalem (Actes, 22, 3) deviennent plus vraisemblables ».
Selon Michel Trimaille encore, la citoyenneté romaine de Paul peut être mise en doute : en effet, même si elle « n'imposait pas d'obligations inconciliables avec la foi juive », elle impliquait malgré tout « la reconnaissance d'institutions, y compris culturelles et religieuses, difficilement acceptable pour un pharisien strict. On peut considérer que Luc [qui présente Paul comme citoyen romain dans les Actes des Apôtres] a vu là une simple manière de situer son héros au sommet de la hiérarchie sociale ». Dans les Actes des Apôtres, Paul affirme qu'il est citoyen romain par naissance.
Doutant que le Sanhédrin de Jérusalem ait pu disposer du pouvoir d'extrader des Juifs de Damas, Alfred Loisy a jugé invraisemblable cet aspect de la mission répressive de Paul contre les chrétiens de Damas racontée en  9,2. Flavius Josèphe affirme qu'un tel pouvoir d'extradition avait été accordé par les Romains à Hérode le Grand, mais c'est insuffisant pour conclure.

### Rencontre mystique avec Jésus

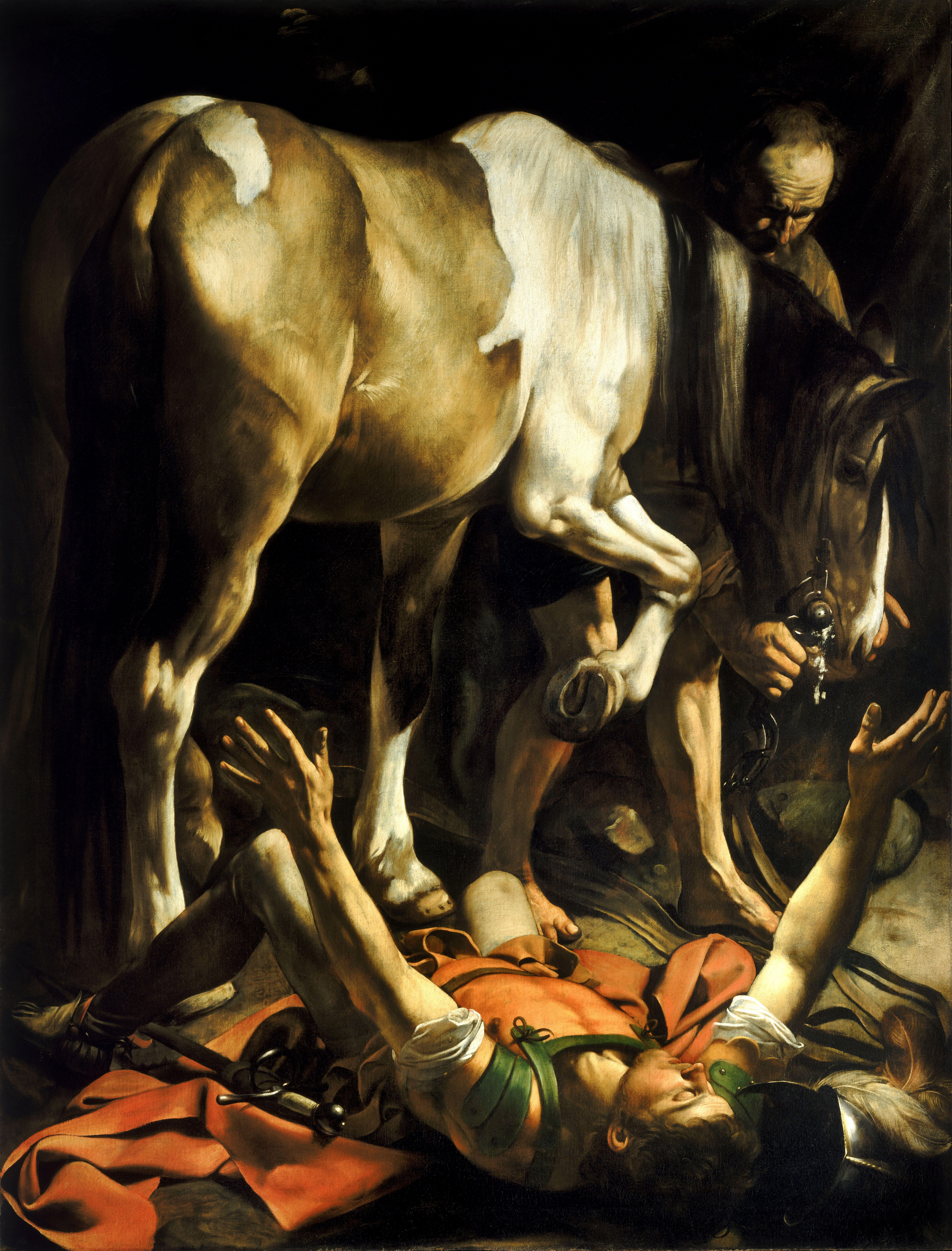
La Conversion de Saint Paul sur le chemin de Damas par Le Caravage, église Sainte-Marie-du-Peuple de Rome (1600).

La « conversion » de Paul a lieu entre 31 et 36,,. Selon les Actes des Apôtres, l'événement s'est produit au cours d'un voyage vers Damas. Le Nouveau Testament le présente comme un persécuteur des disciples de Jésus jusqu'à sa rencontre mystique avec le Christ, vers 32-36, mais l'historicité de ces persécutions fait débat dans la recherche moderne, tout comme l'emploi du mot « conversion » à son propos : dans la mesure où Paul est un Juif qui, après l'événement du chemin de Damas, ne quitte pas le judaïsme mais reconnaît en Jésus de Nazareth le Messie qu'attend Israël, il ne se « convertit » pas. Il n'utilise d'ailleurs pas ce terme et parle plutôt à ce propos d'« apocalypse » dans le sens de « révélation ».
Les Actes relatent (au début du chapitre 9) en ces termes la rencontre mystique de Paul avec Jésus-Christ ressuscité : « [Paul] tomba par terre, et il entendit une voix qui lui disait : Saul, Saul, pourquoi me persécutes-tu ? Il répondit : Qui es-tu, Seigneur ? Et le Seigneur dit : Je suis Jésus que tu persécutes. Il te serait dur de regimber contre les aiguillons. » Paul sortit de cette rencontre bouleversé  et persuadé que celui qu'il persécutait était le Seigneur donné par Dieu pour le salut de son peuple. Selon les Actes, à la suite de ce bouleversement, il perdit la vue pendant trois jours. Ensuite, il fut baptisé au nom du Christ par Ananie de Damas lorsque ce dernier « imposa [ses] mains à Saul, en disant : Saul, mon frère, le Seigneur Jésus, qui t'est apparu sur le chemin par lequel tu venais, m'a envoyé pour que tu recouvres la vue et que tu sois rempli du Saint-Esprit. » Immédiatement après cela, « il recouvra la vue. Il se leva, et fut baptisé. »
Sa fonction d'apôtre est confirmée par les trois « colonnes » qui dirigent le mouvement : Jacques le Juste, Pierre et Jean (Galates 2, 7:9). Il se présente alors lui-même lors de ses voyages comme un apôtre désigné directement par le Christ, et comme le bénéficiaire de la dernière apparition de Jésus (1 Co 15,8).
Il fut l'apôtre qui favorisa activement, sans en être cependant l'initiateur, l'« ouverture vers les gentils » — c'est-à-dire les non-juifs — de l'Église naissante. Pour les premiers chrétiens, juifs d'origine, la Loi de Moïse n'était pas remise en question et les « incirconcis » demeuraient des personnes peu fréquentables, auxquelles le message du Christ ne semblait pas destiné. Paul, à la suite de Barnabé, alla prêcher chez eux. Si Paul a tenté de donner une portée plus universaliste (moins contraignante) au judaïsme, il n'a en revanche jamais voulu rompre avec lui. Sa prédication garde toujours un caractère profondément synagogal. Paul, d'ailleurs, plus qu'aux « gentils » s'adresse aux craignants-Dieu, c'est-à-dire aux prosélytes « judaïsants » d'origine grecque et ayant adopté certaines croyances et pratiques juives.

## Voyages d'évangélisation

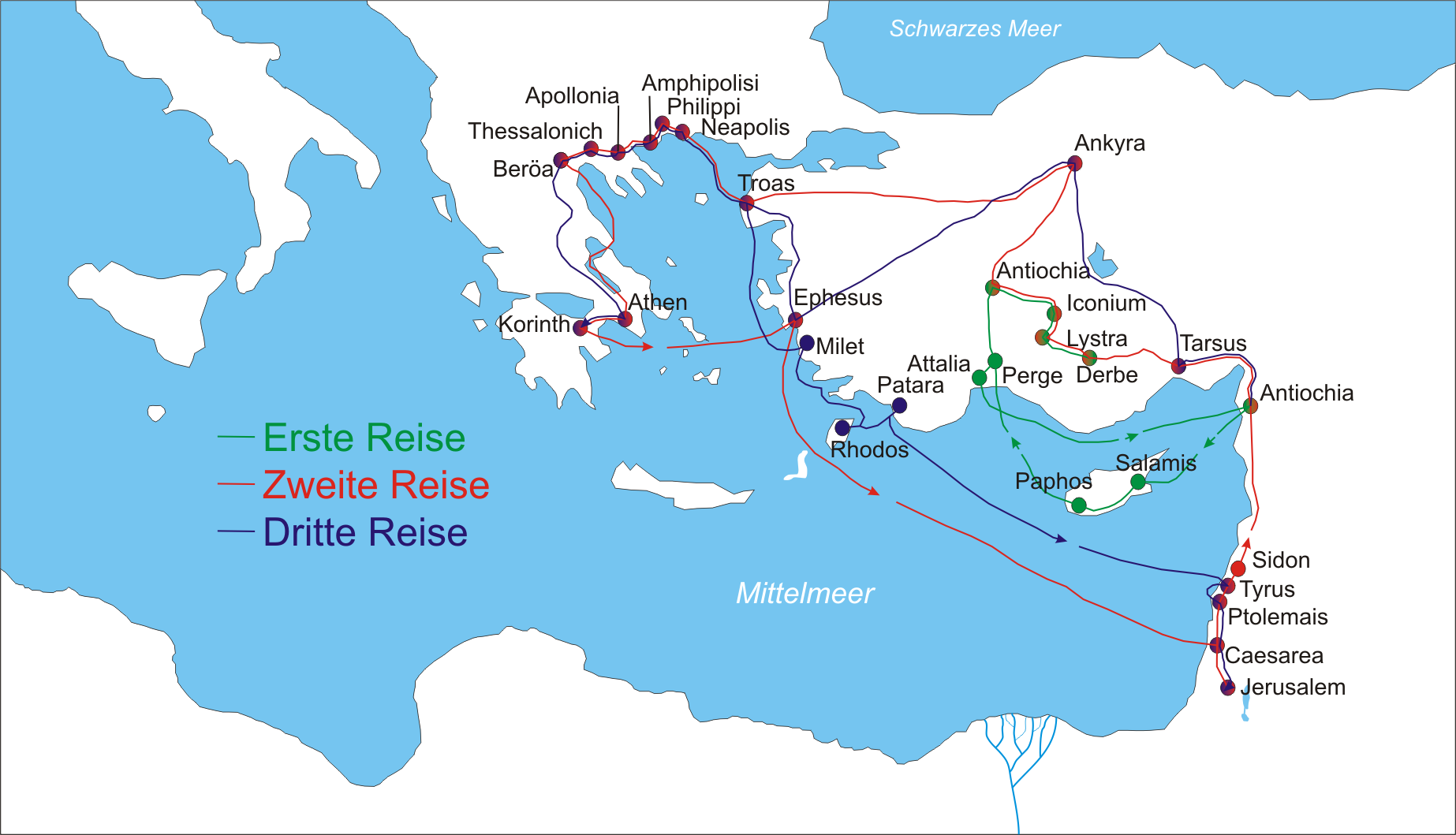
Les trois premiers voyages missionnaires de Paul. En vert : premier voyage. En rouge : deuxième voyage. En bleu : troisième voyage.

Après sa « conversion », Paul séjourne quelque temps à Damas, puis en Arabie, ensuite à Jérusalem, Tarse, avant d'être invité par Barnabé à Antioche. C'est de cette ville qu'il partira pour ses voyages missionnaires. Ses voyages s'effectuent dans un intervalle de quelques années de 45 à 58 environ.

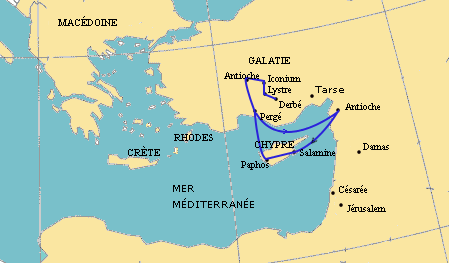
Carte du premier voyage missionnaire.

Son premier voyage, estimé de 45 à 49, est un aller-retour qu'il effectue en compagnie de Barnabé et de Jean Marc (cousin de Barnabé). Il visite Chypre (Paphos), la Pamphylie (Pergé) et prêche autour d'Antioche de Pisidie. Paul et Barnabé cherchent à convertir des Juifs, prêchent dans les synagogues, sont souvent mal reçus et obligés de partir précipitamment – à cause de leur annonce du salut et de la résurrection en Jésus (Actes 13:15-41), sans que cela soit systématique (Actes 13:42-49). Sur le chemin du retour, ils ne repassent pas par Chypre et se rendent directement de Pergé à Antioche.

### Le concile de Jérusalem et le conflit d'Antioche
Le concile de Jérusalem et le conflit d'Antioche, daté généralement autour de l’année 50 et dont l'ordre de déroulement lui-même fait l’objet de débats, sont les deux premiers épisodes attestés d'un profond différend qui s'est développé à l'intérieur même du mouvement des disciples de Jésus. Il oppose, de manière parfois très vive et durant plus d'une décennie, Paul, représentant les chrétiens d'origine grecque, à Pierre et Jacques, représentant les chrétiens d'origine judéenne.

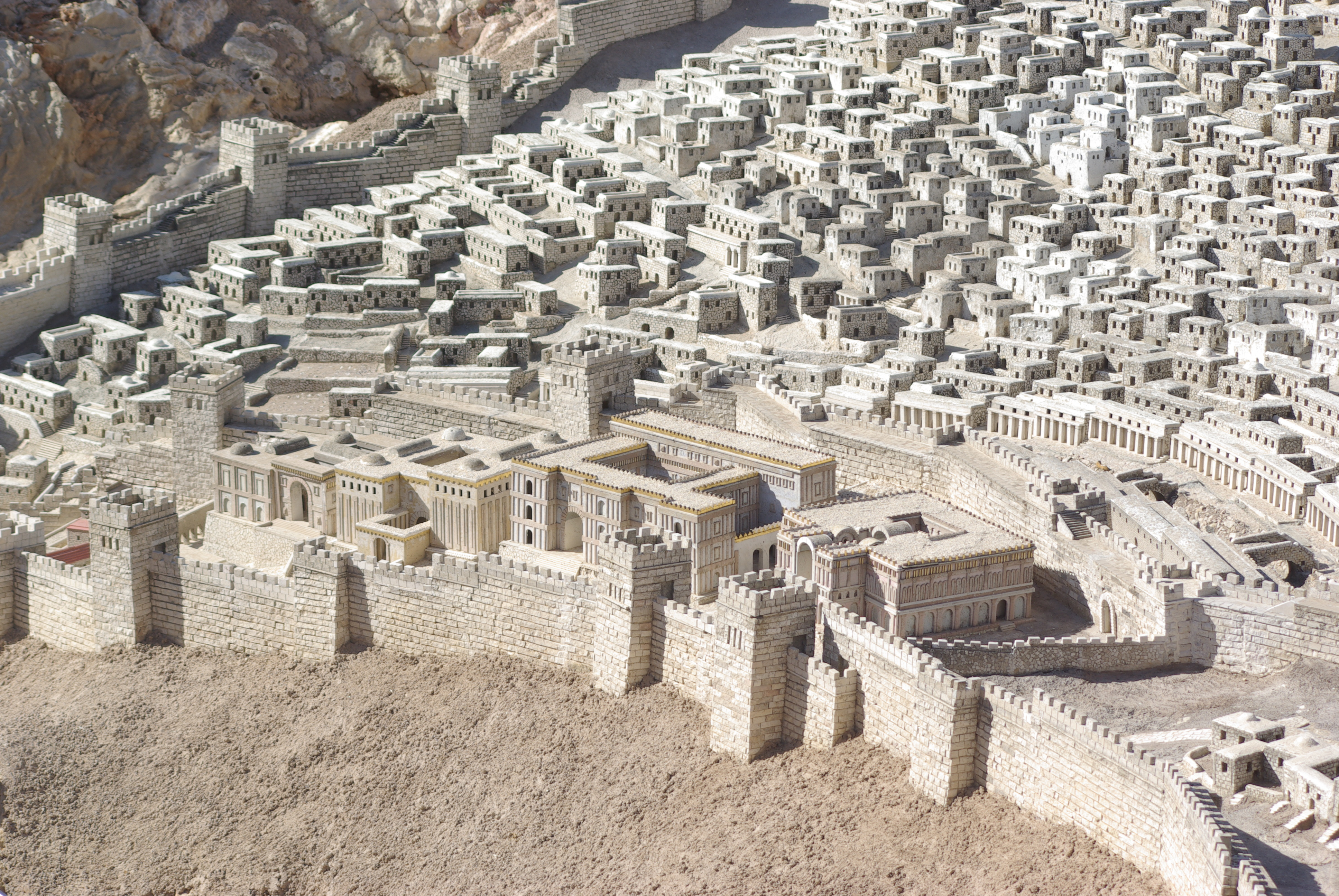
Reconstitution de la ville de Jérusalem à l'époque de Jésus. Vue de l'enceinte fortifiée dans le secteur de l'Ophel.

De manière plus générale, ces événements — avec d'autres péripéties conservées dans certaines lettres de Paul, — ont eu une incidence considérable sur les rapports entre les deux tendances principales : les « pauliniens », d'une part, qui soulignent la valeur de la croyance dans le Messie et les « jacobiens » et « pétriniens », d'autre part, qui soutiennent l'observance de la Torah : en d'autres termes, est-ce que le salut s'obtient par la croyance au Messie ou par l’observance de la Torah ? Les premiers sont à l’origine du courant rétrospectivement appelé « pagano-christianisme » et les seconds à celui nommé « judéo-christianisme ».
Paul rapporte de façon assez détaillée ce conflit dans une lettre écrite aux communautés de Galatie, probablement la communauté d'Éphèse, dans les années 54-55, alors que le récit des Actes des Apôtres date d'une trentaine d'années après les faits.

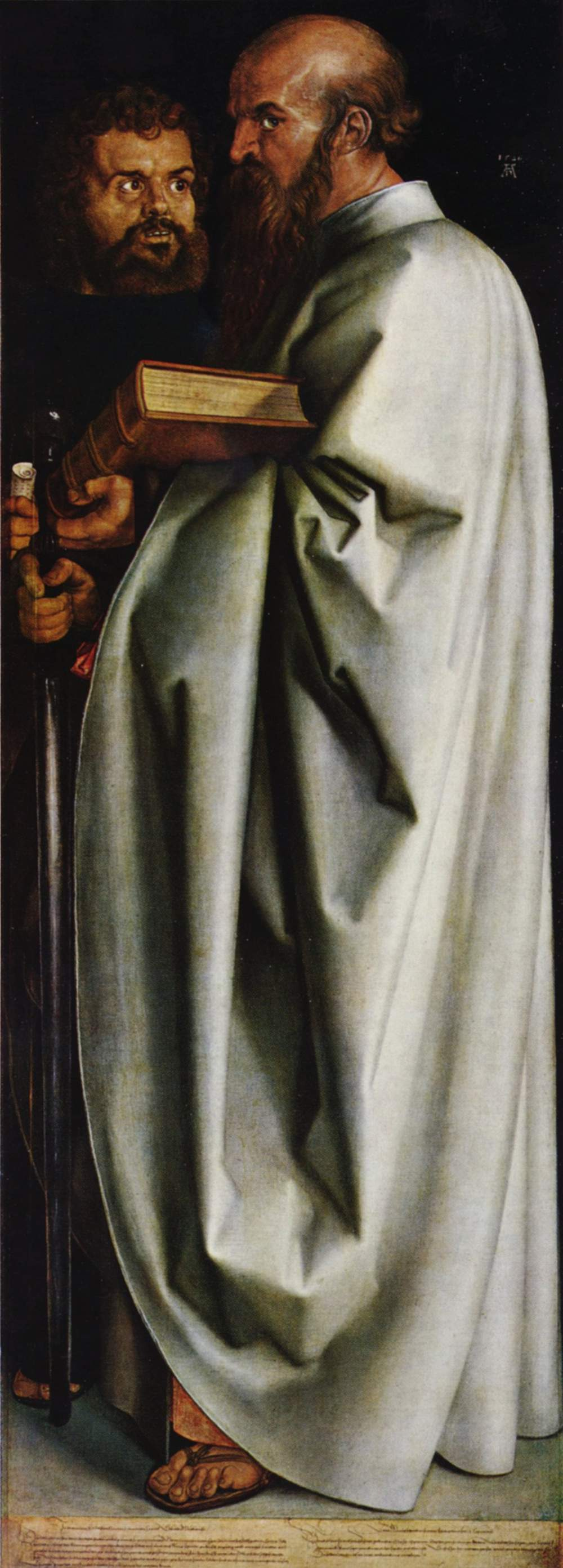
Paul, à droite, avec Marc. Diptyque Les Quatre Apôtres de Albrecht Dürer (1526), Alte Pinakothek, Munich.

Les débats que soulèvent ces événements ne sont pas doctrinaux ni liés à la théologie de Paul — qui semble se développer ultérieurement —. Ils sont d'ordre rituel et consécutifs à un phénomène nouveau : l'apparition d'adeptes non juifs dans le mouvement de Jésus, des Grecs issus du paganisme. L'observance des règles prescrites dans la Torah par ces chrétiens d'origine polythéiste devient alors une question épineuse : par exemple, l'obligation de la circoncision, déjà problématique médicalement pour un adulte à l'époque, de plus interdite pour un non-juif dans la société romaine.
Lors de la réunion de Jérusalem, l'observance de la Torah par les chrétiens d'origine polythéiste est examinée et la question de la circoncision y est notamment soulevée par des pharisiens devenus chrétiens. Examinée par les apôtres et les presbytres (« anciens ») en présence de la communauté, elle est arbitrée par Pierre qui adopte le principe suivant, accepté par Jacques, l’autre dirigeant de la communauté hiérosolymitaine : Dieu ayant purifié le cœur des païens par la croyance en la messianité de Jésus, il n'y a plus de raison de leur imposer le « joug » de la Torah.
Jacques s'inquiète des problèmes pratiques qui naîtront dans les « communautés mixtes » qui réunissent les chrétiens d'origine juive et ceux d'origine païenne : les premiers ne doivent pas avoir à craindre de souillure à la fréquentation des seconds qui doivent observer un minimum de préceptes qui sont communiqués par une lettre à destination de ces derniers, connue sous le nom de « décret apostolique ». Il n'y est plus question de la circoncision, pourtant à l’origine du débat.
La réunion de Jérusalem n'a pas réglé le problème de la coexistence de chrétiens de diverses origines et courants culturels, notamment au moment des banquets cérémoniels, le partage eucharistique. C'est à la même époque que prend place un épisode de tension entre Paul et Pierre, connu sous le nom de « conflit » ou « rupture » d'Antioche, au terme duquel Paul quitte Antioche, dans ce qui s'apparente à un exil d'une communauté qu'il a contribué à fonder.
Après la réunion de Jérusalem, les Actes des Apôtres mentionnent la lettre écrite par les apôtres Jacques, Pierre et Jean avec les anciens de la communauté de Jérusalem, laquelle est envoyée aux communautés d'Antioche, de Syrie et de Cilicie — zone de mission confiée à Paul et Barnabé — et probablement portée par ceux qu'une épître de Paul appelle les « envoyés (apostoloi, apôtres) de Jacques »[source insuffisante]. Ce document, qui soulève de nombreuses questions d'ordre littéraire et historique, soit est à l'origine du différend, soit a été rédigé pour apaiser les esprits après l’incident.
Il y est demandé aux destinataires d'observer le compromis défini par Jacques. Cette lettre contient probablement les quatre clauses que la tradition chrétienne appelle « décret apostolique », et dont voici l'une des versions :

« L'Esprit Saint et nous-mêmes avons décidé de ne pas vous imposer d'autres charges que celles-ci, qui sont indispensables : vous abstenir des viandes immolées aux idoles, du sang, des chairs étouffées et des unions illégitimes. Vous ferez bien de vous en garder. Adieu. »

À la lumière d'une lettre de Paul, il est possible que l'observance de ces quatre clauses ait visé à résoudre l’épineux problème de la communauté de table entre les disciples d'origine juive et ceux d'origine païenne, même s'il n'en est fait aucune mention dans le décret tel qu'il a été conservé.
En tout état de cause, la venue des « envoyés de Jacques » à Antioche, avec probablement des directives orales, semble avoir provoqué un bouleversement dans les habitudes des communautés chrétiennes de la ville où les judéo-chrétiens et les « pagano-chrétiens » avaient pris l'habitude de prendre les repas symbolisant l'eucharistie en commun. Ce à quoi la venue des émissaires de Jacques, munis de ses directives, semble avoir voulu mettre un terme. Cela ne se passe pas sans émoi et Paul prend vertement à partie l'apôtre Pierre qui, alors qu'il partageait jusque-là les repas en compagnie des « paganos-chrétiens », se tient à l'écart de ceux-ci consécutivement au passage des envoyés de Jérusalem, se voyant alors reprocher son hypocrisie.
C'est peut-être l'attitude tranchante de Paul dans certaines de ses lettres à la suite de ces événements — et d'autres dans ses missions ultérieures — qui a fourni au « parti des circoncis », insatisfait de l’arbitrage de Jérusalem et n’ayant pas renoncé à imposer l’observance de la Torah pour le salut des fidèles, une raison de considérer ce dernier comme rompu par lui, initiant contre Paul, lors de sa visite à Jérusalem de 58, un cycle de procès et d'incarcérations qui le mèneront — si l'on suit les Actes — de Jérusalem à Rome.

### Deuxième et troisième voyages

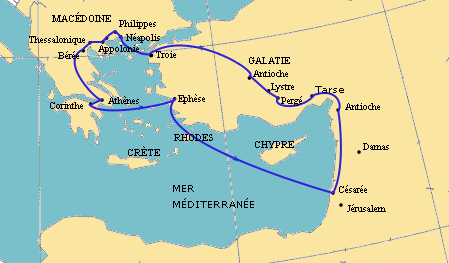
Carte du deuxième voyage missionnaire.

Paul effectue son deuxième voyage, vers 50-52, sans Barnabé, en compagnie de Silas. Son premier objectif est de rencontrer à nouveau les communautés qui se sont créées en Cilicie et Pisidie.
À Lystre, il rencontre Timothée qui continue le voyage avec eux. Ils parcourent la Phrygie, la Galatie, la Mysie. À Troie, ils s'embarquent pour la Macédoine où, en suivant la Via Egnatia, ils passent par les villes de Philippes, Amphipolis et Thessalonique.
Paul séjourne quelque temps à Athènes, où il est moqué par les philosophes épicuriens et stoïciens, mais convertit Denys l'Aréopagite et une femme nommée Damaris, puis à Corinthe où il est conduit au tribunal et acquitté par le proconsul d'Achaïe Gallion, frère aîné de Sénèque. Une tradition datant du IIIe siècle composera une correspondance apocryphe entre ce dernier et Paul.
Il retourne ensuite à Antioche en passant par Éphèse et Césarée.

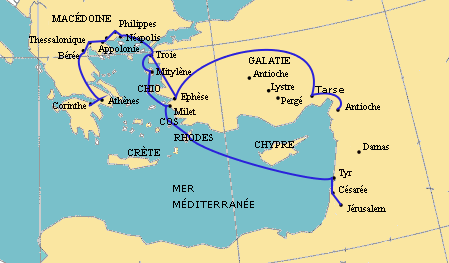
Carte du troisième voyage missionnaire.

Le troisième voyage, entre 53 et 58, est une entreprise de consolidation : Paul retourne voir les communautés qui se sont créées en Galatie, Phrygie, à Éphèse, en Macédoine jusqu'à Corinthe. Puis il retourne à Troie en passant par la Macédoine. De là, il embarque et voyage par bateau jusqu'à Tyr, Césarée et Jérusalem où il est arrêté.

### Arrestation à Jérusalem et voyage de la captivité
Dans les Actes des Apôtres, il est rapporté que, lors de son dernier séjour à Jérusalem en 58, Paul a été accueilli très chaleureusement par Jacques le Juste, le « frère du Seigneur » et chef de la communauté des nazôréens, ainsi que par les anciens (Actes 21:17-26). Ceux-ci lui font savoir que, selon des rumeurs, il a enseigné aux juifs de la diaspora l'« apostasie » vis-à-vis de « Moïse », c'est-à-dire le refus de la circoncision de leurs enfants et l'abandon des règles alimentaires juives. Jacques et les anciens suggèrent à Paul un expédient qui doit montrer aux fidèles son attachement à la Loi juive : il doit entamer son vœu de naziréat et payer les frais pour quatre autres hommes qui ont fait le même vœu. Puis, ils lui citent les clauses du « décret apostolique » émis pour les chrétiens d'origine païenne, que Paul n'aurait pas remplies.
Un mouvement de contestation houleux, soulevé par des Juifs d'Asie, entraîne l'arrestation de Paul alors qu'il se trouve dans le Temple de Jérusalem,. Paul est accusé d'avoir fait pénétrer un « païen », Trophime d'Éphèse, dans la partie du Temple où ceux-ci sont interdits sous peine de mort. « Apparemment, Jacques et les anciens ne font rien pour lui venir en aide, ni pour lui éviter son transfert à Césarée » puis plus tard à Rome. Selon Simon Claude Mimouni, cet incident montre un certain durcissement du groupe de Jacques le Juste en matière d'observance, probablement lié à la crise provoquée par les Zélotes, qui aboutira en 66 à la révolte des Juifs contre les Romains.
Paul comparaît devant le procurateur de Judée Antonius Felix, alors que le grand-prêtre Ananie soutient l'accusation contre lui. L'orateur Tertullus l'accuse alors de « susciter des séditions chez tous les Juifs de la terre habitée ». Toutefois, Felix ne statue pas sur son cas et le maintient en prison à Césarée. Pour décider du sort de Paul, Porcius Festus successeur de Felix et procurateur de 60 à 62, organise en 60 une autre comparution en y associant Agrippa II et sa sœur Bérénice. Après le procès, Bérénice participe à la délibération entre le roi et Porcius Festus,,.
Ayant fait « appel à César » en tant que citoyen romain, Paul est renvoyé à Rome pour y être jugé.
Pendant le trajet de Césarée à Rome, l'activité missionnaire de Paul se poursuit (Actes 28, 30-31). C'est au cours de ce voyage qu'il fait naufrage à Malte, « où les habitants lui témoignent une humanité peu ordinaire » (Actes 28:1-2). Après, il débarque à Pouzzoles où il est reçu par une petite communauté chrétienne (Actes 28:13-14). Il serait arrivé à Rome vers 60. On aurait permis à Paul de vivre dans une maison privée sous la garde d’un soldat, avec l'assistance de l'esclave Onésime (Phil 8-19).

### Hypothèse d'un dernier voyage en Orient

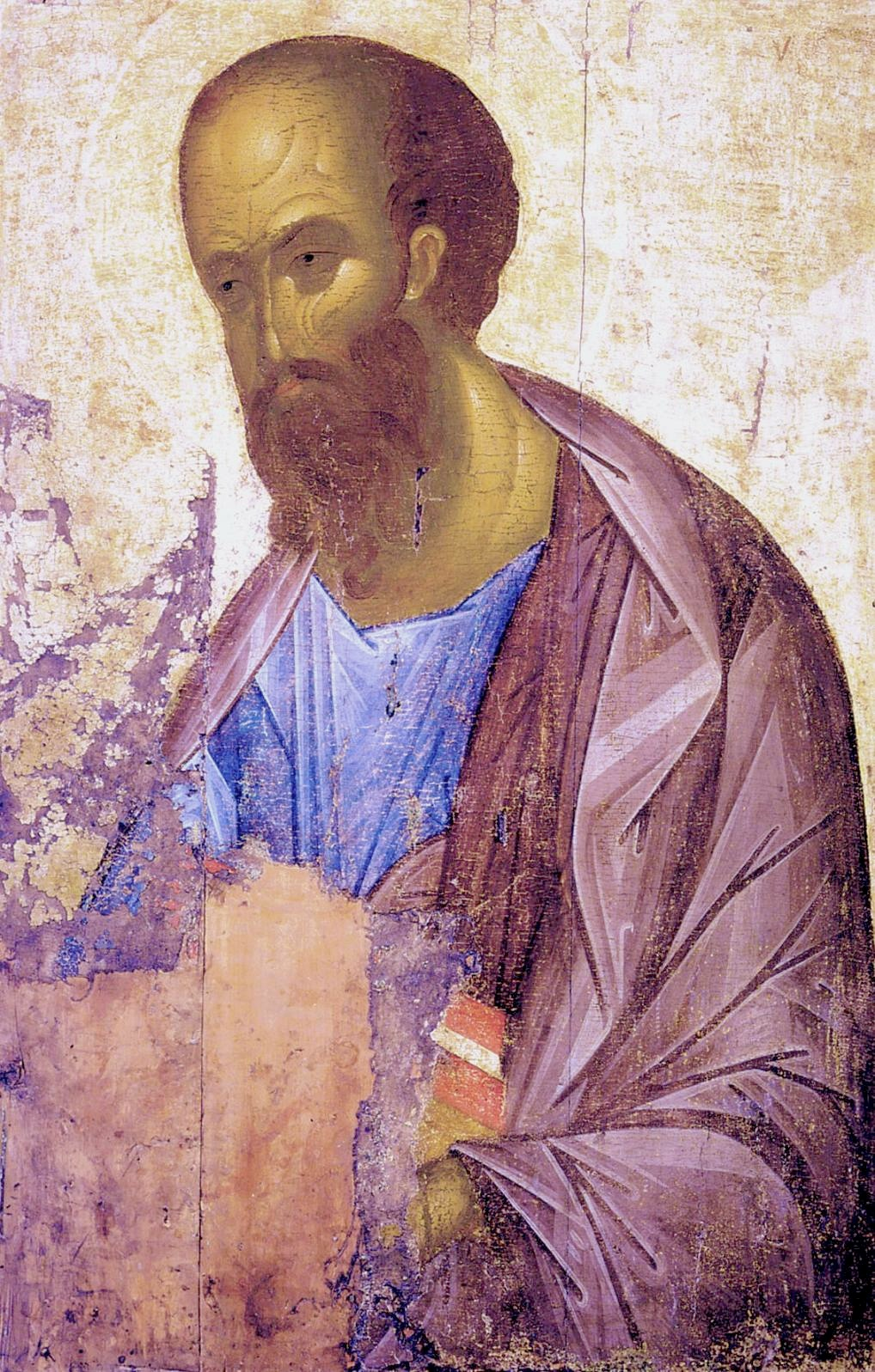
Icône de saint Paul, par Andreï Roublev (v. 1407), galerie Tretiakov, Moscou.

Selon Eusèbe de Césarée, « après avoir plaidé sa cause, l'apôtre repartit de Rome, de nouveau, dit-on, pour le ministère de la prédication ». Marie-Françoise Baslez estime « vraisemblable » la mission en Espagne, que Clément de Rome évoque dans son épître à la fin du Ier siècle. « Les Actes de Pierre, biographie romancée composée vers 180, affirment la réalité du voyage espagnol et l’interprètent comme une nouvelle étape dans l'évangélisation du monde païen. » Selon les Actes de Pierre, « pour accomplir cette tâche, ses fidèles de Rome lui donnent un an »,. En Catalogne, à Tortose, la tradition veut que Paul ait consacré Rufus comme évêque de cette ville, et à Tarragone, l’église Saint-Paul a été construite, dit-on, sur le rocher sur lequel l’apôtre serait monté pour prêcher.
La lettre à Tite ainsi que les deux adressées à Timothée situent les dernières années de Paul dans la province romaine d'Asie. Elles sont écrites par des contemporains de Paul et « les indications de personnes et de lieux, dépourvues de significations particulières, ont toutes chances d'avoir un caractère historique. » Paul arrive à Éphèse vers 65, « alors que le groupe chrétien de la ville est en crise. » Il oblige Timothée à lui céder sa place à la tête de la communauté des chrétiens, « mais face aux difficultés que lui font ses opposants, il se retire à Milet et demande à Tychique de lui succéder. »
Durant deux années, Éphèse constitue la base de la mission de Paul en direction des « Juifs et des Grecs » de la province romaine d'Asie. C'est à cette communauté que Paul adresse son épître aux Éphésiens, dont l'authenticité est discutée.
Paul est arrêté dans la province d'Asie. Cette fois encore, l'accusation de subversion motive son arrestation.

## Dernières années

### Maladie et mort de Paul
Plusieurs passages des épîtres de Paul laissent entendre que l'apôtre souffrait d'une maladie chronique potentiellement mortelle. Lorsqu’il aborde cette question, Paul en parle comme d’une « écharde » enfoncée dans sa chair dont Dieu ne l'a pas débarrassé malgré ses prières (2 Co 12:7-9). Le mot grec qu'il utilise, skolops, désigne littéralement un « pieu » ou un « pal ». Plusieurs pathologies ont été suggérées : ophtalmie purulente, épilepsie, thalassémie, paludisme. Plusieurs chercheurs se sont prononcés en faveur de cette dernière hypothèse, dont l’archéologue William Mitchell Ramsay, le théologien Ernest-Bernard Allo et l'historien Thierry Murcia. Le paludisme était la maladie la plus répandue dans l'Antiquité et les crises paludéennes, dont on ignorait l'origine, étaient alors fréquemment attribuées à l'action d'un démon.

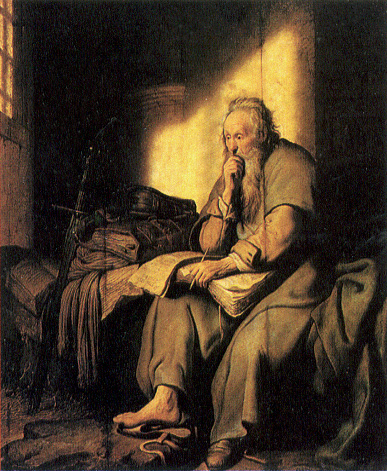
Saint Paul en prison, par Rembrandt, 1627.

La fin de sa vie reste obscure : les Actes des Apôtres se terminent brusquement sur l'indication qu'il est resté deux ans à Rome en liberté surveillée. Ainsi, ni le martyre de Jacques le Juste (62), ni celui des deux héros des Actes — Pierre et Paul — ne sont racontés. En revanche, plusieurs sources évoquent sa mission à Éphèse vers 65 et une deuxième arrestation le conduisant à nouveau à Rome,.
Traditionnellement, la mort de Paul est associée à la répression collective des chrétiens de Rome, accusés d'avoir incendié la ville en 64. Il n'existe cependant aucune source qui établisse un lien entre cette répression et la condamnation de Paul. En outre, la Première épître de Clément (5,7 et 6,1) « distingue clairement le martyre de l'apôtre et la persécution de 64 ». Les plus anciennes indications chronologiques au sujet de sa mort datent du IVe siècle et font référence aux années 67-68 sous le règne de l'empereur Néron. Pour M.-F. Baslez « les Actes du martyre de Paul, tel que le souvenir s'en conserva dans la province romaine d'Asie jusqu'au IIe siècle, situent l'événement dans le même contexte que l'Épître aux Philippiens et que la Deuxième épître à Timothée. » Paul aurait donc continué ses activités missionnaires après avoir été relâché, avant d’être de nouveau arrêté et ramené à Rome pour y être jugé.
Après sa condamnation, Paul est conduit à la sortie de Rome, sur la Via Ostiense, pour y être décapité. Outre Luc et Tite, il aurait été entouré par des convertis issus de la maison impériale. La tradition orale des chrétiens de Rome indique qu'il se tourna vers l'Orient pour prier longuement. « Il termina sa prière en hébreu pour être en communion avec les Patriarches. Puis il tendit son cou, sans plus prononcer un mot,. »

### La tombe de Paul
Une tradition chrétienne rapporte qu'en 258, au cours des persécutions de Valérien, les reliques de Paul et de Pierre furent placées temporairement dans les catacombes de Saint-Sébastien, appelées à cette époque « Memoria Apostolorum » en raison du culte de ces deux saints, des graffiti sur les murs attestant de ce culte.
Une autre tradition chrétienne attestée depuis le IVe siècle attribue à Paul de Tarse un tombeau situé au-dessous de l'autel majeur de l'actuelle basilique Saint-Paul-hors-les-Murs au sud de Rome. Des fouilles y ont été effectuées, ce que relate un communiqué de l'Agence de presse internationale catholique (APIC) du 17 février 2005 :

« Un sarcophage pouvant contenir les reliques de l’apôtre Paul a été identifié dans la basilique romaine de Saint-Paul-hors-les-Murs [...] Sous le maître-autel actuel, une plaque de marbre du IVe siècle, visible depuis toujours, porte l’inscription Paulo apostolo mart (Paul apôtre martyr, ndlr). La plaque est munie de trois orifices probablement liés au culte funéraire de saint Paul. [...] Le long de la voie Ostiense, un édicule aurait été élevé sur la tombe de l’apôtre Paul, après sa mort dans le cours du Ier siècle. Comme pour saint Pierre, l’empereur Constantin entreprit ensuite au début du IVe siècle de faire construire une basilique pour abriter la tombe. Puis, en 386, un demi-siècle après la mort de Constantin, devant l’afflux des pèlerins, une basilique plus grande fut construite à la demande des empereurs Valentinien II, Théodose et Arcadius. »

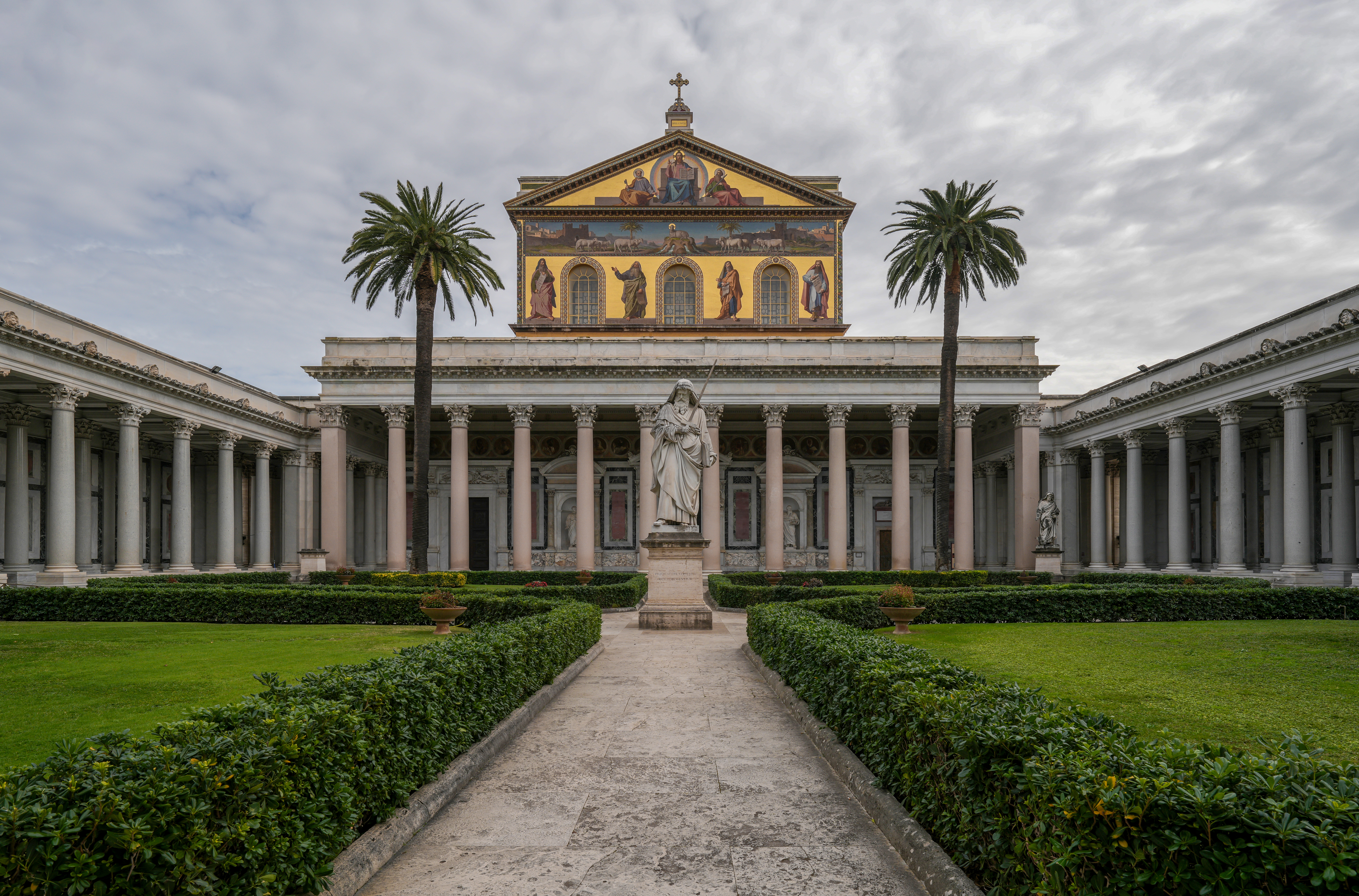
Statue de saint Paul devant la basilique Saint-Paul-hors-les-Murs de Rome, construite sur le tombeau présumé de Paul.

Un sondage a permis de relever des traces d'un tissu précieux en lin coloré de pourpre, laminé d'or fin, d'un tissu de couleur bleu avec des filaments de lin, ainsi que la présence de grains d'encens rouge, de substances protéiques et calcaires et de fragments d'os. L'examen au carbone 14 montre que ces ossements appartiennent à « une personne ayant vécu entre le Ier et le IIe siècle ». Pour Benoît XVI, cela semble confirmer la tradition qui y voit les restes de Paul ».
Plusieurs reliques du saint ont été transférées ailleurs. En 665, le pape Vitalien envoie des reliques au roi Oswiu de Northumbrie et pour la reine fait un cadeau d'une croix avec une clé d'or fabriquée à partir des chaînes de Pierre et de Paul. Le 2 mars 1370, le pape Urbain V fait porter les chefs de Pierre et Paul, placés dans des reliquaires, dans le ciborium de la basilique Saint-Jean-de-Latran.

## Les treize épîtres

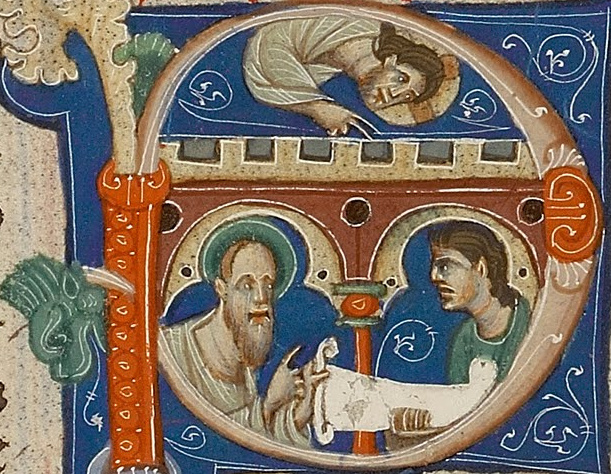
Paul remettant une lettre à un messager, miniature anonyme v. 1280, Getty Center.

Dans le Nouveau Testament, treize épîtres sont explicitement attribuées à Paul (l’épître aux Hébreux étant anonyme) :
1. Épître aux Romains (Rm) ;
2. Première épître aux Corinthiens (1 Co) ;
3. Deuxième épître aux Corinthiens (2 Co) ;
4. Épître aux Galates (Ga) ;
5. Épître aux Éphésiens (Ép) ;
6. Épître aux Philippiens (Ph) ;
7. Épître aux Colossiens (Col) ;
8. Première épître aux Thessaloniciens (1 Th) ;
9. Deuxième épître aux Thessaloniciens (2 Th) ;
10. Première épître à Timothée (1 Tm) ;
11. Deuxième épître à Timothée (2 Tm) ;
12. Épître à Tite (Tt) ;
13. Épître à Philémon (Phm).

### Authenticité
L'attribution des lettres de Paul n'a pas été remise en question avant 1840, quand les travaux de l'Allemand Ferdinand Christian Baur l'amenèrent à n'accepter que quatre lettres comme authentiques (Romains, Corinthiens 1 & 2, et Galates). Si les courants exégétiques de la critique radicale estimèrent longtemps que rien des lettres de Paul n'était authentique, les théologiens Adolf Hilgenfeld (1875) et Heinrich Julius Holtzmann (1885) rajoutèrent à la liste de Baur les épîtres à Philémon, aux Thessaloniciens 1 et aux Philippiens, pour constituer ce qui est généralement considéré aujourd'hui comme les sept « lettres incontestées » de Paul ou épîtres « proto-pauliniennes ». De nos jours, l'authenticité ou l'attribution des autres est plus ou moins discutée. On distingue classiquement :

#### Les épîtres «proto-pauliniennes»
Elles sont considérées comme étant de Paul, avec des dates de rédaction allant de 51 (la première aux Thessaloniciens) à 61 (pour l'épître aux Philippiens), ce qui en fait les plus anciens écrits chrétiens qui nous soient parvenus.
Ce sont, avec les dates de rédaction estimées par les historiens :
- la première épître aux Thessaloniciens[p 22], 50-51 ;
- l'épître aux Galates[p 23], 50-51 ;
- l'épître à Philémon[p 24], 51-55 ;
- l'épître aux Philippiens[p 25], vers 60-61 ;
- l'épître aux Romains[p 26], vers 57 ;
- la première épître aux Corinthiens[p 27], vers 55 ;
- la deuxième épître aux Corinthiens[p 28], vers 56.

#### Les épîtres «deutéro-pauliniennes»
Ces trois lettres seraient l'œuvre de disciples de Paul sans que l'on puisse identifier précisément ces auteurs.
En 2000, la question de l'authenticité des épîtres se présente comme suit :
- l'épître aux Colossiens[p 29] est considérée comme pseudépigraphique par 60 % des exégètes. Un argument tient à la destruction de la ville par un tremblement de terre sous le règne de Néron, au début de l'an 60 : la lettre serait un écrit pseudépigraphique, car adressée à une ville alors inexistante. Il faut noter que cet argument présuppose la date de rédaction de la lettre par Paul comme tardive. Traditionnellement attribuée à Paul aux alentours de l'an 60-61, les spécialistes estiment que les disciples de Paul l'ont rédigée vers la fin du Ier siècle.
- l'épître aux Éphésiens[p 30] est considérée comme pseudépigraphique par 80 % des exégètes. Ce serait une réécriture de l'épître aux Colossiens développant le prolongement de l'action du Christ Sagesse de Dieu dans l'Église. La tradition la date des années de captivité à Rome de Paul, vers 61-62, et les chercheurs la placent plutôt aux alentours de 80-100.
- pour la deuxième épître aux Thessaloniciens[p 31], les avis sont partagés de manière égale. La tradition place sa rédaction vers l'an 50, alors que Paul est à Corinthe. Les spécialistes proposent des dates comprises entre 70 et 100, et une rédaction par le milieu paulinien. Par ailleurs, les destinataires de cette épître font aussi l'objet de débats, le titre ayant été ajouté a posteriori.

Ces statistiques évoquées par l'historien Régis Burnet sont reconnues par la communauté scientifique dans son ensemble.

#### Les épîtres «trito-pauliniennes» ou «pastorales»
Les trois épîtres pastorales sont probablement dues à des disciples de Paul vers la fin du Ier siècle : il est très généralement admis par les exégètes (par exemple Raymond E. Brown) que ces épîtres sont des pseudépigraphes.
Ce sont :
- la première épître à Timothée ;
- la deuxième épître à Timothée ;
- l’épître à Tite.

### L'épître aux Hébreux
Depuis 1976 et les travaux d'Albert Vanhoye, il est admis que l'épître aux Hébreux n'est pas une épître mais un traité, et que Paul de Tarse n'en est pas l'auteur. Le texte ne contient d'ailleurs aucune allusion à Paul en tant qu'auteur, et est l'œuvre d'un anonyme. Sa datation fait débat, et les historiens placent sa rédaction entre 60 et 90. Son admission dans le canon néotestamentaire a fait l'objet de divergences, et ce dès les premiers siècles du christianisme.

### Thèmes
On peut également grouper ces treize lettres selon leurs thèmes :
- lettres à dominante eschatologique (les deux épîtres aux Thessaloniciens ; la première aux Corinthiens) ;
- lettres traitant de l'actualité du salut et de la vie des communautés (les deux épîtres aux Corinthiens, celles aux Galates, aux Philippiens et aux Romains) ;
- lettres dites « de captivité » (l'épître à Philémon date de cette époque) qui parlent du rôle cosmique du Christ (Col ; Ép) ;
- lettres dites « pastorales », traitant de l'organisation des communautés (les deux épîtres à Timothée et celle à Tite).

D'après un passage de l'épître aux Romains, les épîtres authentiques auraient été dictées à un secrétaire. On sait en effet que l'écriture n'était pas chose aisée et que les écrits étaient dictés à un ou plusieurs scribes.
Le discours paulinien a un aspect très répétitif. Cette parole insistante a souvent été comparée à celle d'un bègue. Bossuet par exemple écrivait que les beaux esprits ont appris « à bégayer humblement dans l'école de Jésus-Christ, sous la discipline de Paul » (cité par Chateaubriand, Le Génie du christianisme, livre V, chapitre 2, note 21). Ernest Renan quant à lui se demandait : « Le style de saint Paul […], qu'est-il, à sa manière, si ce n'est l'improvisation étouffée, haletante, informe, du "glossolale" ? […] On dirait un bègue dans la bouche duquel les sons s'étouffent, se heurtent et aboutissent à une pantomime confuse, mais souverainement expressive. »

## Enseignements de Paul

### Théologie

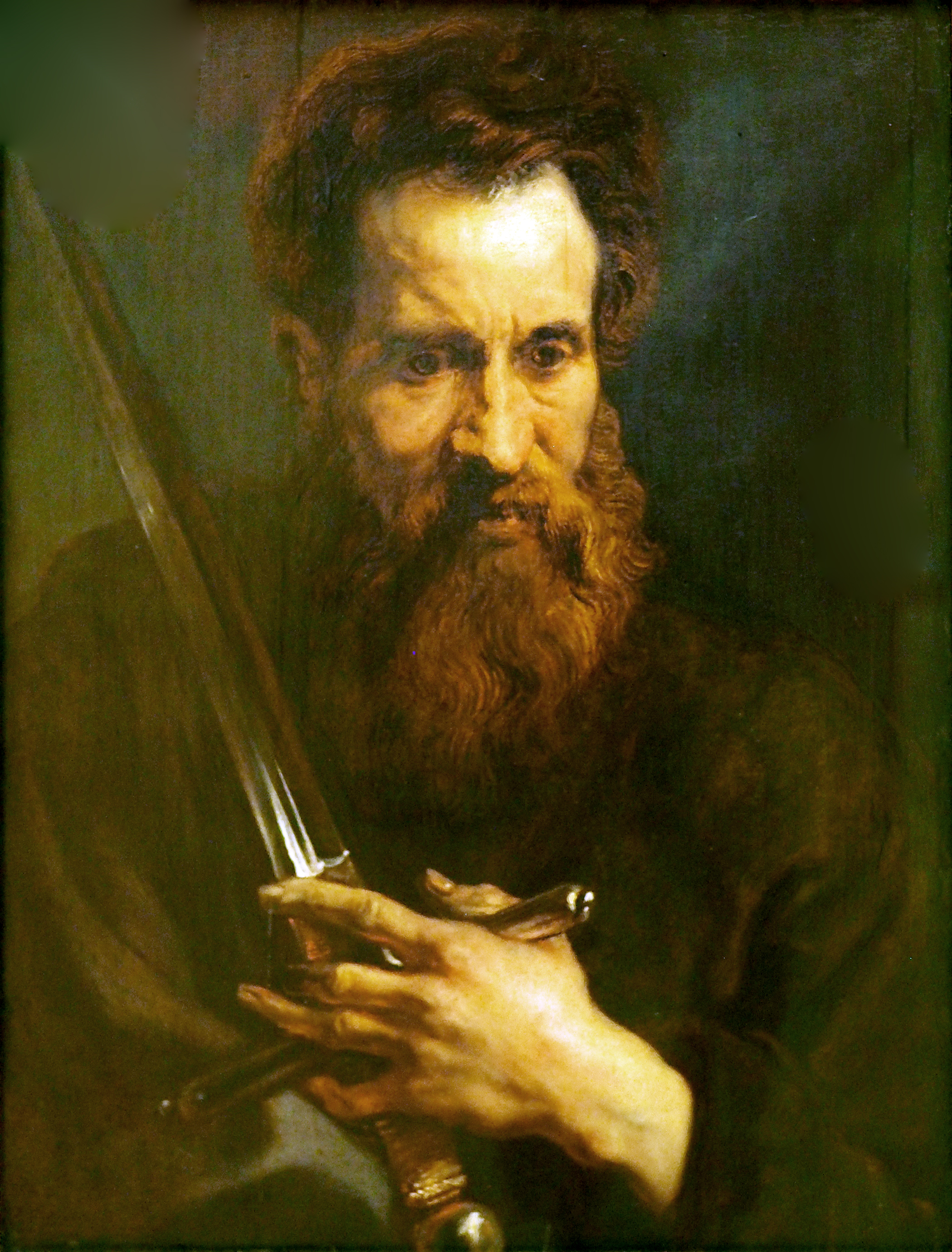
Saint Paul, par Antoine van Dyck (1618-1620), Niedersächsisches Landesmuseum, Hanovre.

Les différences entre le Jésus de Paul et celui des Évangiles ont parfois été jugées considérables.
Inversement, il est aussi mis en évidence la continuité entre l’enseignement de Jésus de Nazareth et celui de Paul concernant l'interprétation de l'histoire, l'amour de Dieu pour tous les hommes, la justification par la foi, l'éthique.
Cet enseignement est centré sur le Christ, « mort pour nos péchés, selon les Écritures », « ressuscité le troisième jour, selon les Écritures » (1 Co 15, 3-4), désigné comme le « Seigneur » (1 Co 12, 3), le « Fils de Dieu » (Rm 1, 4, etc.) qui est l’« Esprit de vie » (Rm 8, 2), et en qui « habite corporellement toute la plénitude de la divinité » (Col 2, 9) :
« S'il n'y a point de résurrection des morts, Christ non plus n'est pas ressuscité. Et si Christ n'est pas ressuscité, notre prédication est donc vaine, et votre foi aussi est vaine. » (1 Co 15, 13-14).
« Les Juifs demandent des miracles et les Grecs cherchent la sagesse : nous, nous prêchons Christ crucifié ; scandale pour les Juifs et folie pour les païens, mais puissance de Dieu et sagesse de Dieu pour ceux qui sont appelés, tant Juifs que Grecs. » (1 Co 1, 22-24).
La rédemption s’adresse à tous, indépendamment de la race, de la condition sociale, du sexe, etc.
« Il n'y a plus ni Juif ni Grec, il n'y a plus ni esclave ni homme libre, il n'y a plus ni homme ni femme ; car tous vous êtes un en Jésus-Christ. » (Ga 3, 28).
Ainsi, l’Église ne représente plus seulement une communauté de croyants mais devient un corps mystique (Ep 1, 23 ; Col 1, 24).
Paul met l'accent sur la foi, l'espérance et donne une place fondamentale à l'amour, sans lequel toute recherche de vie intérieure, de spiritualité profonde ou de salut est vaine :
« Quand je parlerais les langues des hommes et des anges, si je n'ai pas l'amour, je suis un airain qui résonne, ou une cymbale qui retentit. Et quand j'aurais le don de prophétie, la science de tous les mystères et toute la connaissance, quand j'aurais même toute la foi jusqu'à transporter des montagnes, si je n'ai pas l'amour, je ne suis rien. Et quand je distribuerais tous mes biens pour la nourriture des pauvres, quand je livrerais même mon corps pour être brûlé, si je n'ai pas l'amour, cela ne me sert de rien. » (1 Co 13, 1-3).

### Fondation du christianisme

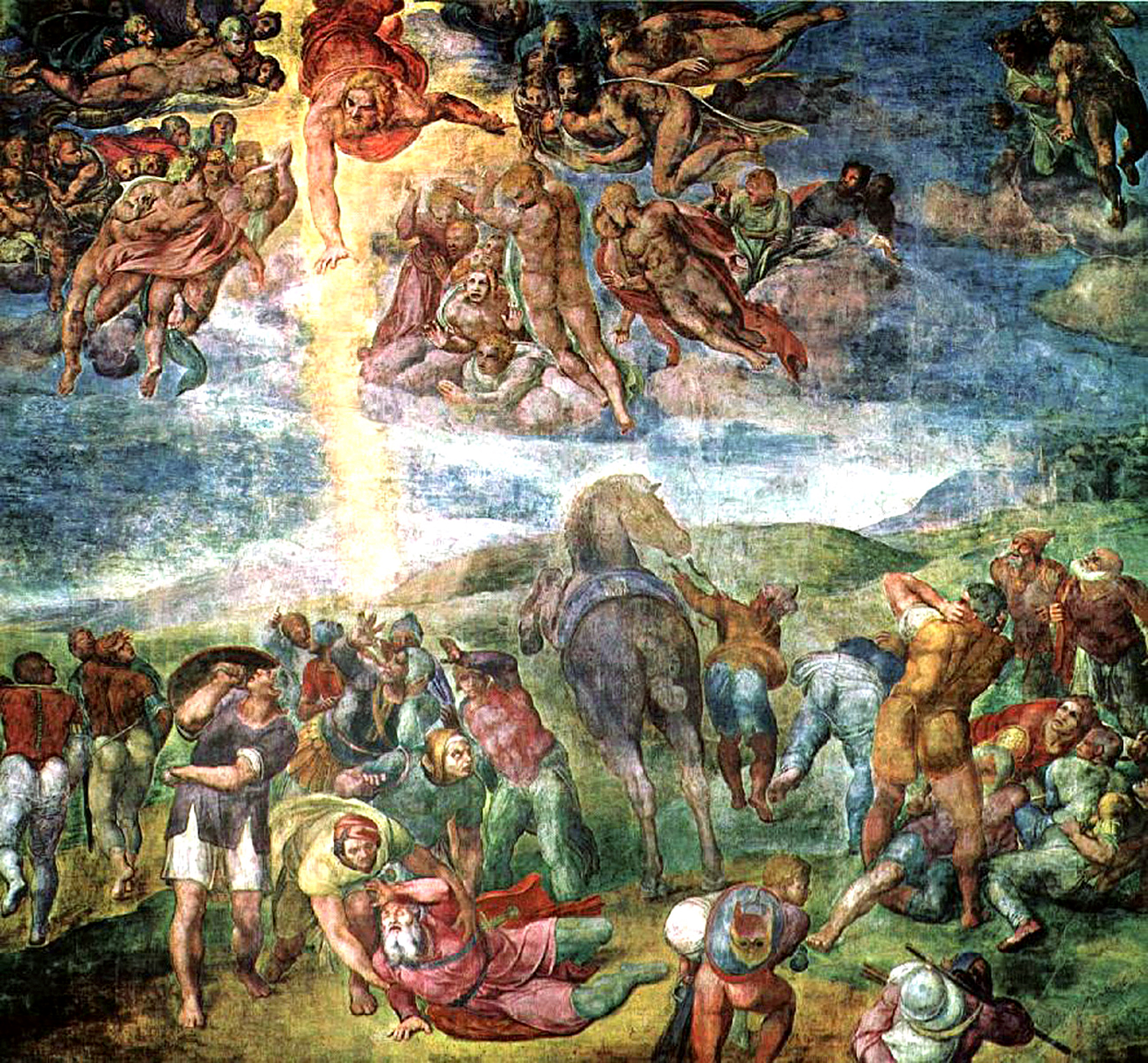
Conversion de saint Paul par Michel-Ange, chapelle Pauline, Vatican.

En raison du rôle qu’il a joué dans la propagation du message chrétien aux païens, un courant soutient que Paul est le fondateur véritable du christianisme. Reimarus, au XVIIIe siècle, en fait l’inventeur du christianisme. Pour Nietzsche, au siècle suivant, il en est le fondateur.
Cette idée est refusée par Étienne Trocmé, qui dit à ce sujet :
« Sans sous-estimer l’immense portée de la pensée paulinienne, on doit dire que l’apôtre n’est pas le créateur des idées centrales de la doctrine chrétienne. Sa doctrine de Dieu vient tout droit de l’Ancien Testament et du judaïsme. La christologie qui définit la personne du Christ remonte pour une large part à la primitive Église de Jérusalem (cf. les discours de Pierre en Actes 2 à 4), et le titre de « Seigneur » (« Kurios ») si fréquent sous la plume de Paul, a une origine palestino-syrienne. La doctrine du Saint-Esprit, que Paul a beaucoup développée, n’est pourtant pas sa création, puisqu’elle a de profondes racines bibliques et qu’elle est préfigurée, non seulement à Qumrân, mais aussi chez les chrétiens palestiniens de la première génération (Mc 3, 28-30 et par ; Ac 2, 1-13 ; 8, 29-39 ; 15, 28). Quant à la doctrine du salut, exposée par Paul avec tant de vigueur dans ses épitres aux Romains et aux Galates, elle véhicule bien des notions venues du judaïsme palestinien (la mort du Christ interprétée comme un sacrifice, Rm 3, 25 ; ou encore comme un acquittement judiciaire, Rm 3, 31-24 ; etc.). Bref, Paul est ici un génial interprète, non le créateur qui aurait donné au christianisme son système doctrinal propre. »
Néanmoins, Paul ne cite que peu les paroles du Christ. Pour Christophe Senft, « la comparaison de la prédication de Jésus et l'évangile de Paul fait apparaître de surprenantes convergences entre la parole de Jésus et celle de son apôtre ». Selon Charles L'Eplattenier : « [...] le caractère des lettres de Paul, écrits de circonstance, n'appelait pas la référence aux paroles et à la vie de Jésus, et que Paul pouvait davantage s'y référer dans son enseignement aux Églises (il faut ici distinguer le kérygme, proclamant la mort et la résurrection de Jésus comme événements de salut, de l'enseignement...). Or nous ne savons rien de la catéchèse de Paul lors de ses longs séjours à Antioche, Corinthe ou Éphèse. »
Paul se veut relativement indépendant des autres apôtres. Étant directement inspiré du Ressuscité, il ne se sent pas lié à une tradition humaine concernant Jésus (Gal. 1:16-17, cf. II Cor, 5: 16). Son christianisme a des points communs avec le christianisme hellénistique d'Étienne mais est distinct de lui. Le christianisme « paulinien » s'est fédéré a posteriori avec les tendances dirigées par Pierre et Jacques (Gal. 2:9).

### Importance de la pensée

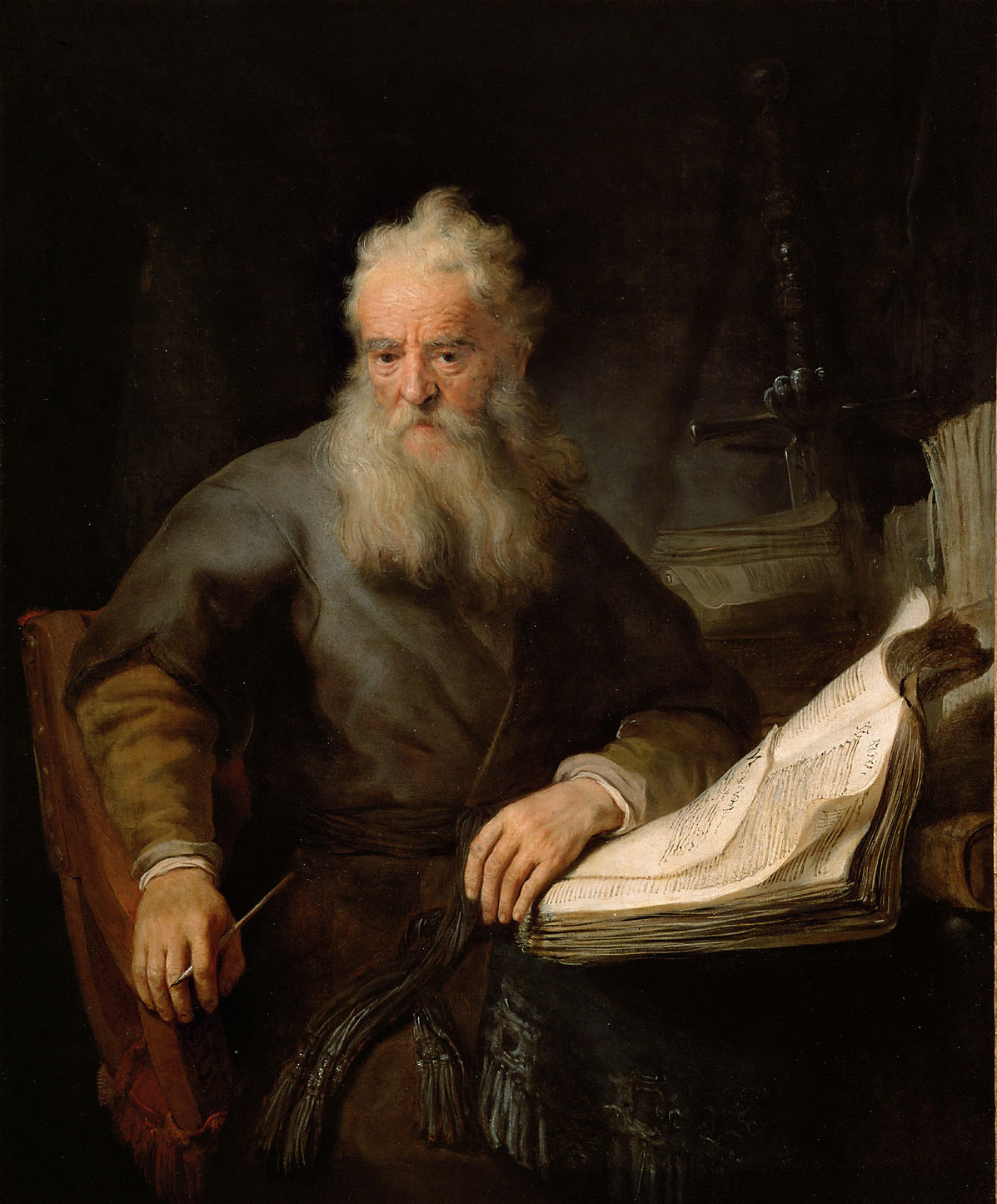
L'Apôtre Paul par Rembrandt (v. 1633), musée d'Histoire de l'art de Vienne.

L'Épître aux Romains a servi de référence à Luther pour fonder sa doctrine de la justification par la foi. Elle sert aussi de référence au théologien Karl Barth et au juriste Carl Schmitt pour penser l'origine de l'État ou les impasses de la démocratie.
Alain Badiou déclare à son sujet : « Pour moi, Paul est un penseur-poète de l'événement, en même temps que celui qui pratique et énonce des traits invariants de ce qu'on peut appeler la figure militante. Il fait surgir la connexion, intégralement humaine, et dont le destin me fascine, entre l'idée générale d'une rupture […], et celle d'une pensée-pratique, qui est la matérialité subjective de cette rupture. »
Jean-Michel Rey, dans son essai Paul ou les ambiguïtés, souligne l'étrange actualité de l'apôtre : « La pensée paulinienne imprègne toute notre conception de la politique ; elle en organise, le plus souvent à notre insu, les principales articulations ». En effet, que l'on soit réformiste ou révolutionnaire, nous sommes incapables de dire la nouveauté autrement que sur un mode violent : une conversion absolue, où l'accueil de l'inédit appelle non seulement une émancipation à l'égard du passé, mais encore le désaveu de l'antérieur. Ce modèle propre aux philosophies de l'histoire, ce prototype des idéologies progressistes est propre à la structure de pensée de Paul. Son discours sépare en toute netteté le présent du passé. Le passé est désigné comme ne pouvant pas comprendre et reconnaître les formes de la nouvelle réalité.

### Critiques
Divers aspects de l’enseignement de Paul ont été très critiqués.

#### Perception nietzschéenne
Nietzsche considère que Paul est le véritable fondateur, davantage que Jésus, du christianisme. Dans L'Antéchrist, pour dénoncer la valorisation de ce qu'il désigne comme une décadence à imputer au christianisme, il rappelle plusieurs paroles de Paul, dont celle-ci présente en 1 Co 1, 28 : « Dieu a choisi ce qui est faible devant le monde, ce qui est insensé devant le monde, ce qui est ignoble et méprisé » : c'est là ce qui fut la formule, in hoc signo, la décadence fut victorieuse. » Voici les versets concernés :
« Mais ce que le monde tient pour insensé, c'est ce que Dieu a choisi pour confondre les sages ; et ce que le monde tient pour rien, c'est ce que Dieu a choisi pour confondre les forts ; et Dieu a choisi ce qui dans le monde est sans considération et sans puissance, ce qui n'est rien, pour réduire au néant ce qui est, afin que nulle chair ne se glorifie devant Dieu. » (1 Co 1, 27-29, traduction Chanoine Crampon)
Dans l’Antéchrist (fin de l'aphorisme 45), le philosophe (anti-nationaliste, anti-chrétien et « anti-antisémite », et même parfois philosémite, sous l'influence de Paul Rée) écrit également :

« Qu’on lise la première partie de ma Généalogie de la morale : pour la première fois, j’y ai mis en lumière le contraste entre une morale noble et une morale de tchândâla [« mangeur de chien » en sanskrit, hors-caste dans l'hindouisme], née de ressentiment et de vengeance impuissante. Saint Paul fut le plus grand des apôtres de la vengeance… »

Pour Nietzsche, le christianisme, inventé par Saint Paul (et non par Jésus, vu comme un « surhomme »), dévalorise le monde vivant et matériel au profit d'un « arrière-monde » idéal ; le philosophe allemand considère en effet que le christianisme de Saint Paul (qui est pour lui un platonisme vulgarisé) promeut l'idée que la Création, le monde sensible, est un monde mauvais et en le considérant ainsi le christianisme a rendu réellement mauvais le monde (contrairement aux Anciens grecs, par exemple, qui acceptaient le monde sensible ou la Nature pour l'embellir, pour y puiser leur mythologie, pour s'en inspirer et créer en son honneur des fêtes sacrées, source de puissance et de beauté, toujours selon Nietzsche).

#### Propos concernant les femmes
Les propos de Paul concernant les femmes lui ont été vivement reprochés et ont été opposés à la sollicitude que Jésus a manifestée à leur égard. Il s'agit de rappels à l'ordre témoignant justement du fait que les femmes jouissaient d'une participation active au sein des premières communautés chrétiennes. Pour Paul, comme dans la relation entre maîtres et esclaves (1 Co 7, 21-23), le statut compte moins que la fraternité dans les relations sociales ; de même l'autorité étatique doit être acceptée si elle s'exerce avec justice :
« Comme cela a eu lieu dans toutes les Églises des saints, que vos femmes se taisent dans les assemblées, car elles n'ont pas mission de parler ; mais qu'elles soient soumises, comme le dit aussi la Loi. Si elles veulent s'instruire sur quelque point, qu'elles interrogent leurs maris à la maison; car il est malséant à une femme de parler dans une assemblée. » (1 Co 14, 34-35) ; « Je veux cependant que vous sachiez que le chef de tout homme c'est le Christ, que le chef de la femme, c'est l'homme, et que le chef du Christ, c'est Dieu. » (1 Co 11, 3). « Que le mari rende à sa femme ce qu'il lui doit, et que la femme agisse de même envers son mari » (1 Co 7, 3).
« C'est pourquoi celui qui résiste à l'autorité, résiste à l'ordre que Dieu a établi et ceux qui résistent, attireront sur eux-mêmes une condamnation. » (Rm, 13, 2). « Rendez à tous ce qui leur est dû : l'impôt à qui vous devez l'impôt, le tribut à qui vous devez le tribut, la crainte à qui vous devez la crainte, l'honneur à qui vous devez l'honneur. Ne devez rien à personne, si ce n'est de vous aimer les uns les autres ; car celui qui aime son prochain a accompli la loi. » (Rm 13, 7-8).

#### Sexualité
Paul dit avoir « reçu dans [sa] chair une écharde, un envoyé de Satan » dont Dieu ne l'a pas débarrassé malgré ses prières (2 Co 12:7-9). La nature de ce mal, ou de cette maladie, n'a jamais été élucidée par les historiens.
En revanche, divers membres de l'Église épiscopalienne des États-Unis l'interprètent comme une forme d'homosexualité latente : par exemple, en 1978, le prêtre épiscopalien Tom Horner reprend la suggestion du militant Sidney Tarachow, qui avait noté le célibat de Paul, sa recherche d'affection et son besoin d'avoir des hommes comme compagnons de voyage. John Spong, évêque épiscopalien, dans son livre Rescuing the Bible from Fundamentalism, publié chez HarperCollins en 1991, suscite la controverse, même parmi les chrétiens libéraux, en affirmant que Paul était un « homme homosexuel refoulé et dégoûté de lui-même ». Spong se base pour cela sur les expressions d'horreur de l'apôtre vis-à-vis de lui-même, son hostilité envers les femmes et son éternel célibat. Cette théorie a été reprise par certains auteurs, mais elle reste peu crédible pour d'autres.

## Célébrations et représentations

### Calendrier liturgique
Dans le calendrier liturgique romain, Paul est fêté :
- le 25 janvier, jour de sa conversion au christianisme ;
- le 29 juin, jour de son martyre avec celui de Pierre ;
- et le 30 juin (dans l'ancien calendrier du rite romain, utilisé par les traditionalistes, commémoraison de saint Paul).

L'année 2008-2009 allant du 29 juin 2008 au 29 juin 2009 est déclarée « année jubilaire œcuménique saint Paul » par le pape Benoît XVI.

### Représentation dans les arts

#### Attributs
- L'épée, instrument de son supplice.
- La lettre (ou le livre) de ses écrits.
- La chute du cheval lors de sa conversion.

#### Œuvres notables
- La Conversion de saint Paul, par Pieter Brueghel l'Ancien ;
- La Conversion de saint Paul, par Le Caravage ;
- Scène côtière avec l’embarquement de saint Paul, tableau de Claude Gellée ;
- L'Apôtre Paul, tableau de Jan Lievens ;
- L'Apôtre Paul, tableau de Rembrandt ;
- Paul et Barnabé à Lystra, dessin de Rembrandt ;
- Paul et Barnabé à Lystre, tableau d'Adriaen van Stalbemt ;
- Saint Paul écrivant à sa table de travail, tableau de Rembrandt ;
- Saint Paul en méditation, dessin et gravure de Rembrandt ;
- Saint Paul en prison, tableau de Rembrandt ;
- Saint Paul priant à genoux, gravure de Rembrandt.

L'Apôtre Paul de Jan Lievens
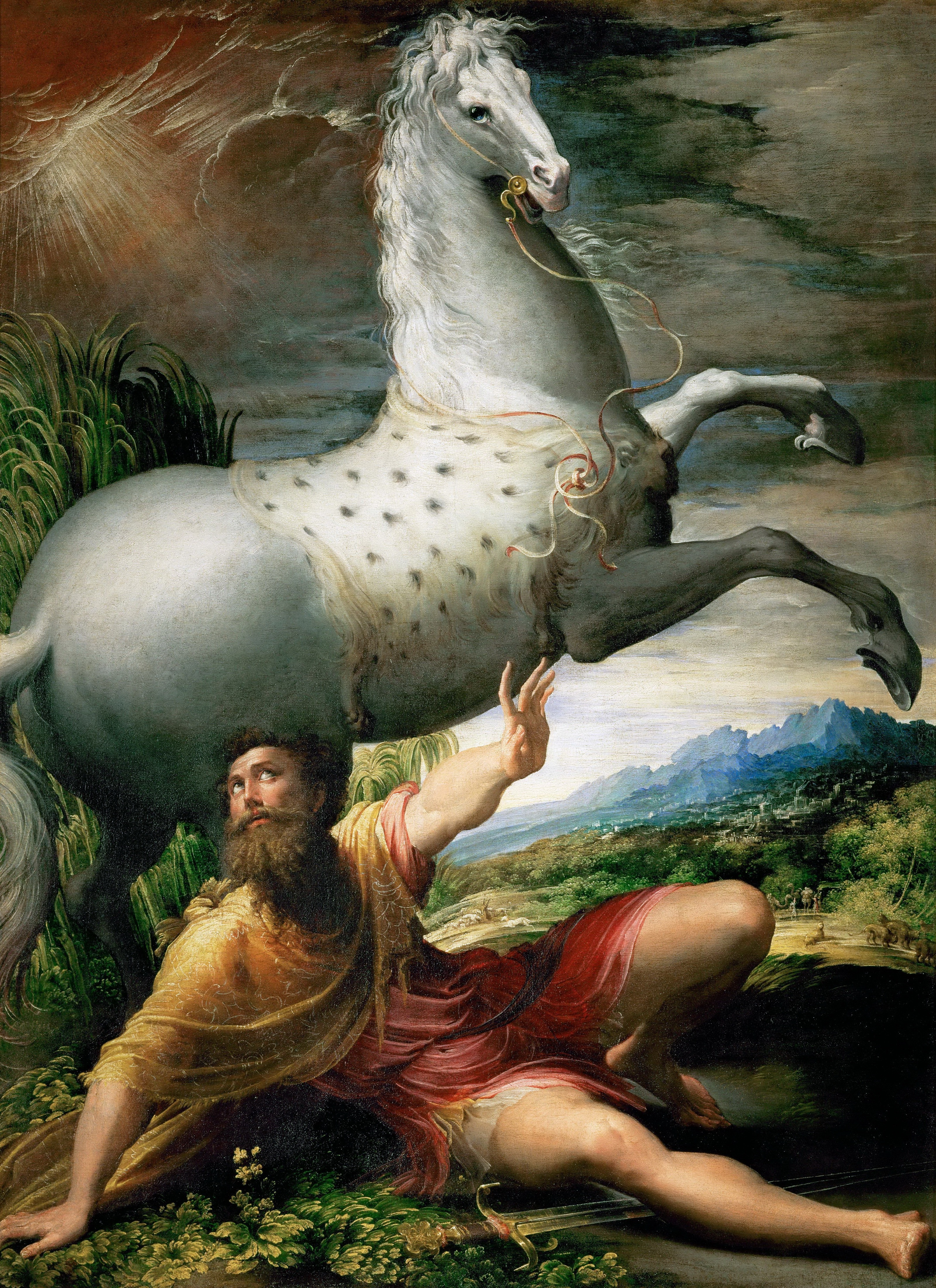
La Conversion de saint Paul de Parmigianino (1528), musée d'Histoire de l'art de Vienne.
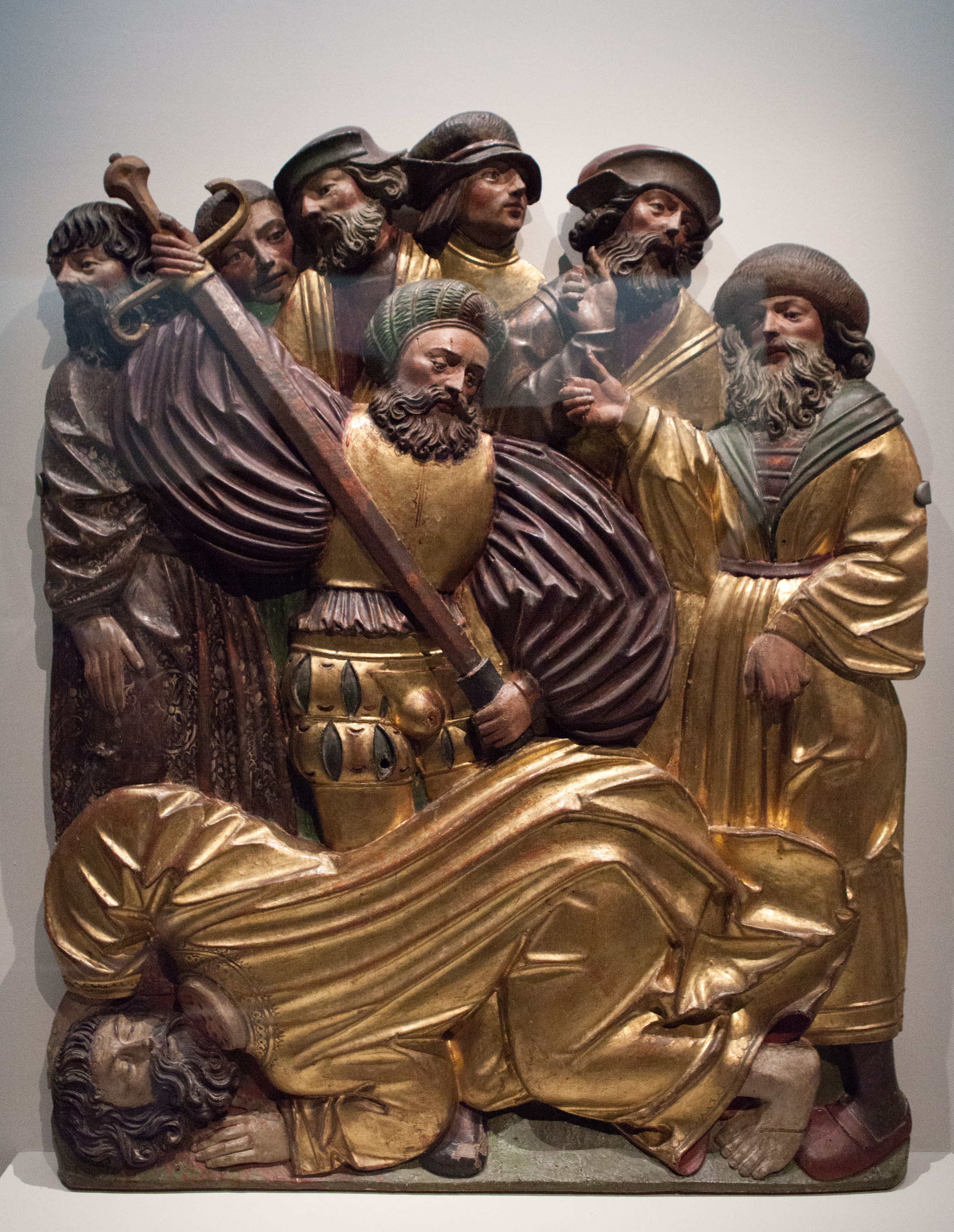
La Décollation de Paul, sculpture sur bois, anonyme (v. 1520), Souabe, Allemagne, Petit Palais.
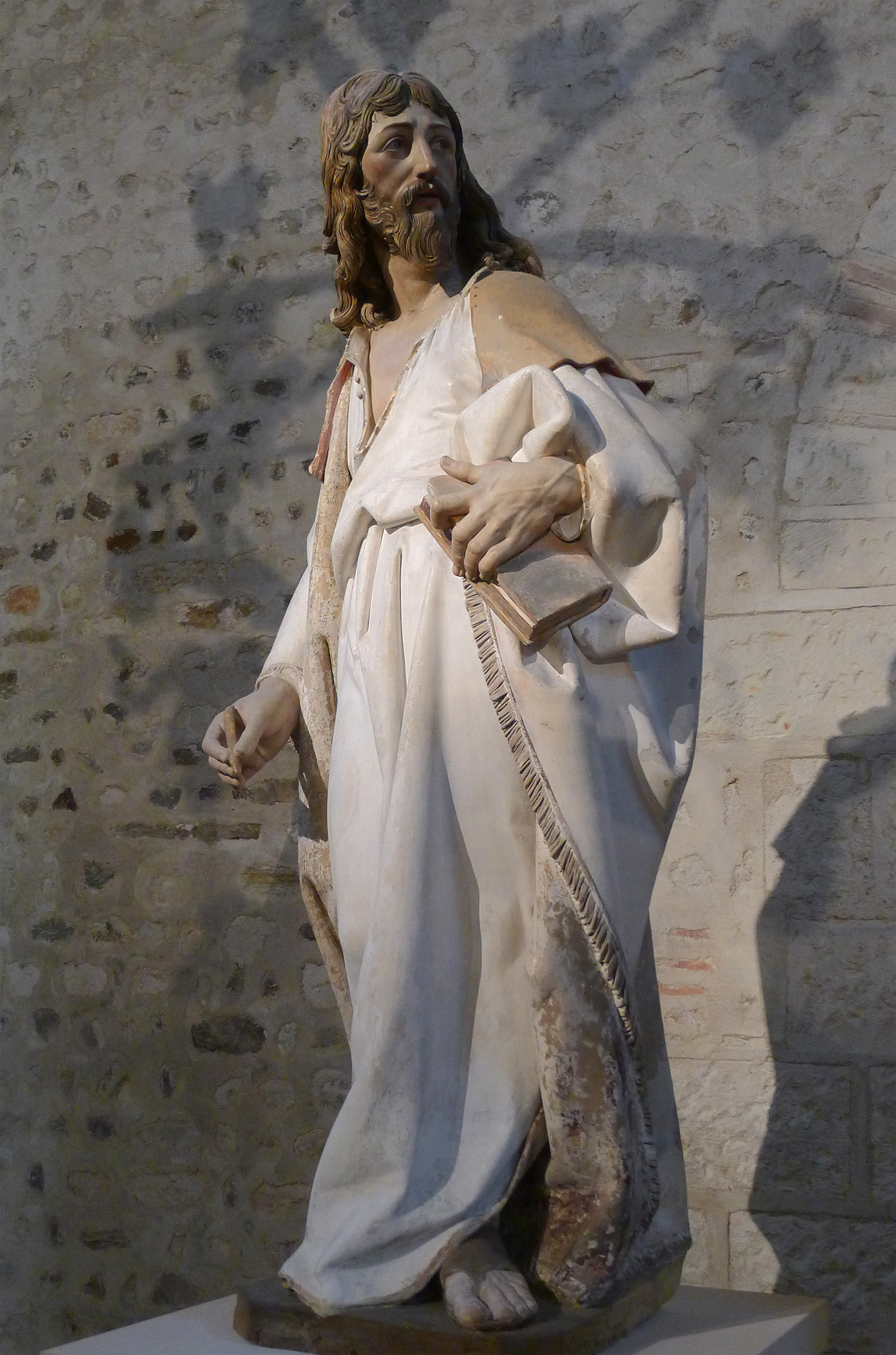
Statue de saint Paul attribuée à Pierre Biardeau (vers 1650), Angers, collégiale Saint-Martin.

#### Musique
- The Conversion of Saul de Randall Stroope (en) ;
- Paulus de Félix Mendelssohn.